# Linea Ibusuki Makurazaki

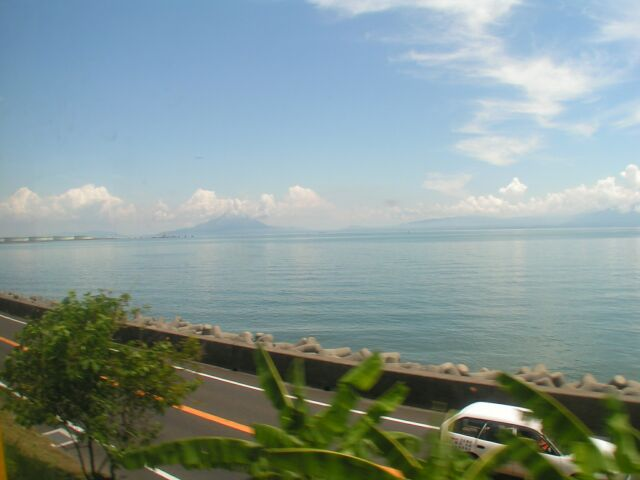
Panorama visto dal treno

La linea Ibusuki Makurazaki (指宿枕崎線線?, Ibusuki Makurazaki-sen) è una linea ferroviaria regionale dell'isola del Kyūshū, in Giappone, gestita dalla JR Kyushu, e collega le stazioni di Kagoshima-Chūō, nella città di Kagoshima a quella di Makurazaki, nella città omonima, e si trova interamente nella prefettura di Kagoshima.
La linea percorre la costa sudorientale della penisola di Satsuma e, se esclusa la monorotaia di Okinawa, è la ferrovia più meridionale di tutto il giappone, e la stazione di Nishi-Ōyama la più a sud dell'arcipelago.

## Caratteristiche
- Operatori: JR Kyushu
- Lunghezza: 87,7
- Scartamento: 1067 mm
- Stazioni: 36
- Numero di binari: tutta la linea è a binario singolo
- Elettrificazione: tutta la linea è a trazione termica
- Segnalamento ferroviario: automatico
- Velocità massima: 95 km/h sulla maggior parte della linea, 85 o 65 km/h su altre sezioni

## Traffico
La linea Ibusuki Makurazaki è utilizzata sia da servizi locali che a media percorrenza. 
I treni regionali sono divisi in due relazioni: la Kagoshima-Chūō - Yamakawa funge da ferrovia suburbana per la popolosa città di Kagoshima, con una frequenza relativamente buona. Da Kagoshima-Chūō ci sono circa tre treni all'ora per Goino, uno ogni 20 o 40 minuti per Kiire, e uno all'ora per Ibusuki o Yamakawa.
Tre volte al giorno circolano anche i treni Ibusuki no Tatemabako e il Nanohana, treni espressi limitati che collegano rapidamente Kagoshima con il sud della linea. Dal 2011 il treno Nanohana è stato riclassificato come rapido, e quindi non soggetto a tariffazione speciale.
Fra Yamakawa e Makurazaki la linea diventa molto rurale, con una bassa frequenza (la mattina ci sono periodi di ben sei ore senza treno), e la maggior parte delle stazioni non sono presenziate.

## Stazioni
- Fermate
  - I treni locali fermano in tutte le stazioni
  - I treni rapidi "Nanohana" fermano in presenza di "●" e alcuni in presenza di "▲", saltano le stazioni con "｜"
  - Per il treno espresso limitato Ibusuki no tamatebako si rimanda all'articolo
- Binari: in presenza di ◇ e ∨ i treni possono incrociarsi, mentre non possono in presenza di "｜"
- Tutte le stazioni si trovano nella prefettura di Kagoshima

| Stazione          | Giapponese | Dist. interst. | Dist. totale | R  | Collegamenti                                                                                          | Binari | Posizione    |
| ----------------- | ---------- | -------------- | ------------ | -- | --- | ------ | ------------ |
| Kagoshima-Chūō    | 鹿児島中央 | -              | 0.0          | ●  | Kyūshū Shinkansen Linea principale Kagoshima linea principale Nippō Tranvia di Kagoshima linea Minato | ∨      | Kagoshima    |
| Kōrimoto          | 郡元       | 2.2            | 2.2          | ●  | | ｜     | Kagoshima    |
| Minami-Kagoshima  | 南鹿児島   | 1.3            | 3.5          | ●  | Tranvia di Kagoshima linea Taniyama                                                                   | ◇      | Kagoshima    |
| Usuki             | 宇宿       | 1.4            | 4.9          | ●  | Tranvia di Kagoshima linea Taniyama                                                                   | ｜     | Kagoshima    |
| Taniyama          | 谷山       | 2.5            | 7.4          | ●  | | ◇      | Kagoshima    |
| Jigenji           | 慈眼寺     | 1.8            | 9.2          | ●  | | ◇      | Kagoshima    |
| Sakanoue          | 坂之上     | 2.1            | 11.3         | ●  | | ｜     | Kagoshima    |
| Goino             | 五位野     | 2.8            | 14.1         | ●  | | ◇      | Kagoshima    |
| Hirakawa          | 平川       | 3.1            | 17.2         | ▲  | | ｜     | Kagoshima    |
| Sesekushi         | 瀬々串     | 3.4            | 20.6         | ▲  | | ◇      | Kagoshima    |
| Nakamyō           | 中名       | 3.4            | 24.0         | ｜ | | ◇      | Kagoshima    |
| Kiire             | 喜入       | 2.6            | 26.6         | ●  | | ◇      | Kagoshima    |
| Maenohama         | 前之浜     | 3.8            | 30.4         | ｜ | | ◇      | Kagoshima    |
| Nukumi            | 生見       | 4.6            | 35.0         | ｜ | | ◇      | Kagoshima    |
| Satsuma-Imaizumi  | 薩摩今和泉 | 2.9            | 37.9         | ▲  | | ◇      | Ibusuki      |
| Miyagahama        | 宮ヶ浜     | 2.8            | 40.7         | ▲  | | ｜     | Ibusuki      |
| Nigatsuden        | 二月田     | 2.7            | 43.4         | ▲  | | ｜     | Ibusuki      |
| Ibusuki           | 指宿       | 2.3            | 45.7         | ●  | | ◇      | Ibusuki      |
| Yamakawa          | 山川       | 4.3            | 50.0         | ●  | | ◇      | Ibusuki      |
| Ōyama             | 大山       | 4.2            | 54.2         |    | | ｜     | Ibusuki      |
| Nishi-Ōyama       | 西大山     | 2.5            | 56.7         |    | | ｜     | Ibusuki      |
| Satsuma-Kawashiri | 薩摩川尻   | 1.1            | 57.8         |    | | ｜     | Ibusuki      |
| Higashi-Kaimon    | 東開聞     | 1.8            | 59.6         |    | | ｜     | Ibusuki      |
| Kaimon            | 開聞       | 1.4            | 61.0         |    | | ｜     | Ibusuki      |
| Irino             | 入野       | 1.8            | 62.8         |    | | ｜     | Ibusuki      |
| Ei                | 頴娃       | 3.3            | 66.1         |    | | ｜     | Minamikyūshū |
| Nishi-Ei          | 西頴娃     | 1.6            | 67.7         |    | | ◇      | Minamikyūshū |
| Goryō             | 御領       | 2.7            | 70.4         |    | | ｜     | Minamikyūshū |
| Ishigaki          | 石垣       | 2.4            | 72.8         |    | | ｜     | Minamikyūshū |
| Mizunarikawa      | 水成川     | 1.4            | 74.2         |    | | ｜     | Minamikyūshū |
| Ei-Ōkawa          | 頴娃大川   | 1.8            | 76.0         |    | | ｜     | Minamikyūshū |
| Matsugaura        | 松ヶ浦     | 2.1            | 78.1         |    | | ｜     | Minamikyūshū |
| Satsuma-Shoya     | 薩摩塩屋   | 1.8            | 79.9         |    | | ｜     | Minamikyūshū |
| Shirasawa         | 白沢       | 2.0            | 81.9         |    | | ｜     | Makurazaki   |
| Satsuma-Itashiki  | 薩摩板敷   | 2.5            | 84.4         |    | | ｜     | Makurazaki   |
| Makurazaki        | 枕崎       | 3.4            | 87.8         |    | | ｜     | Makurazaki   |